# Märbäck
Märbäck är en samling bebyggelse runt 4 kilometer sydöst om Älvdalen vid Österdalälven alldeles norr om småorten Gåsvarv.
Vid stationen i Märbäck vid järnvägslinjen Mora-Märbäck finns det en godsterminal men spåret till Älvdalen är borta. Sträckan till Blyberg trafikeras inte. Det finns en pelletstillverkare och en fabrik för isolermaterial.